# Siphocranion
Siphocranion es un género con dos especies de plantas con flores perteneciente a la familia Lamiaceae. Es originario del Himalaya hasta el este de China.

## Especies
- Siphocranion macranthum (Hook.f.) C.Y.Wu, Acta Phytotax. Sin. 8: 56 (1959).
- Siphocranion nudipes (Hemsl.) Kudô, Mem. Fac. Sci. Taihoku Imp. Univ. 2: 53 (1929).